# 弓木城
弓木城（ゆみのきじょう）は、丹後国（現京都府与謝野町岩滝）にあった日本の城。

## 概要
鎌倉時代末期に稲富氏が城を築き、代々の当主が居城とした。堅固且つ大規模な山城であり、一時は北丹後国の中心地となった。
戦国時代に、室町幕府四職筆頭格の一色家当主一色義定が細川忠興に攻められ、国内で最も堅牢な城であった弓木城に建部山城から移る。度々細川氏の攻撃を受けたが、砲術に長けた城主稲富祐直率いる稲富軍鉄砲隊や武勇に優れた一色義定らの活躍により一色軍はこれを撃退し続け、一色義定が細川氏に謀殺されるまで激しい抵抗を続けた。義定の死後、開城したと伝わる。
城は山城で、城址には曲輪、空堀、土塁と、石碑が残る。